# Hans Wolfram Hockl
Hans Wolfram Hockl (* 2. Oktober 1912 in Csatád, deutsch Schadat, Königreich Ungarn, Österreich-Ungarn; † 12. September 1998 in Linz, Österreich) war ein banatschwäbischer Mundartautor.

## Leben
Hans Wolfram Hockl, Angehöriger der Volksgruppe der Banater Schwaben, war der Sohn des Kaufmanns Johann Hockl und dessen Ehefrau Susanna, geborene Hensel. Von 1924 bis 1931 besuchte Hockl das deutsche Realgymnasium in Timișoara und studierte anschließend (1931–1935) an der Hochschule für Leibeserziehung in Bukarest. Nach seinem Abschluss war Hockl als Erzieher in Schäßburg tätig (1935–36). Zwischen 1935 und 1938 wirkte Hans Wolfram Hockl als Turnpädagoge in der Lehrerbildungsanstalt Banatia in Timișoara. Von 1938 bis 1940 wurde er zum Leiter des Amtes für Leibeserziehung in Hermannstadt berufen. 1940 kehrte Hockl nach Timișoara zurück, wo er 1940–1942 erneut als Turnpädagoge an der Banatia tätig war. Nach seinem Kriegseinsatz von 1942 bis 1945 geriet Hockl 1945 in amerikanische Gefangenschaft.
Nach seiner Entlassung ließ sich Hockl zuerst in Gmunden (1945–46) und anschließend in Bad Ischl (1946–1948) nieder. Von 1948 bis 1956 lebte er im Lager Haid bei Linz, und ab 1956 in Hörsching in Oberösterreich. 1998 verstarb Hans Wolfram Hockl in einem Altersheim in Traun, in das er sich 1991 zurückgezogen hatte, und wurde darauf in Linz beigesetzt.
Hans Wolfram Hockl hinterließ ein umfangreiches schriftstellerisches Schaffen: Lyrikbände, Romane, Aufsätze zu zeitgeschichtlichen Themen, Beiträge zur Geschichte und Volkskunde der Banater Schwaben sowie zahlreiche Veröffentlichungen in banatschwäbischer Mundart. Hans Wolfram Hockl trat auch als engagierter Förderer des donauschwäbischen Schrifttums auf.
Hans Wolfram Hockl war der Vater des Lehrers und Autors Helmfried Hockl (1942–2014) und zweier Töchter. Sein Bruder war der Pädagoge Nikolaus Hans Hockl.

## Werke

### Volkskunde
- Volkskundliche Spiele aus dem Banat. Victoria-Buchdruckerei, Timișoara1941.
- Wir Donauschwaben. (= Heimat im Herzen). Akademischer Gemeinschaftsverlag, Salzburg 1950.
- Mir ware jung un alles war denoh. Druckerei und Verlag Daniel Meininger, Neustadt an der Weinstraße 1957.
- Heimatbuch der Donauschwaben. Hrsg. vom Südostdeutschen Kulturwerk, München 1959.
- Unser liewes Banat. Mit Zeichnungen von Viktor Stürmer. Landsmannschaft der Donauschwaben, Stuttgart 1976.
- Die Mundart von Lenauheim. mit Illustrationen von Karin Graf. Denkmayr, Linz 1997.
- Memoiren Zufriedener Menschen. ISBN 3-87561-915-3.

### Geschichte
- Ungewisse Wanderung. Von Krieg zu Krieg, von Mensch zu Mensch. Pannonia, Freilassing 1960.
- Rumänien. Zweitausend Jahre zwischen Morgenland und Abendland. Photos Peter A. Kroenert. Pannonia, Freilassing 1968.
- Offene Karten. Dokumente zur Geschichte der Deutschen in Rumänien 1930–1980. Selbstverlag, 1980.
- Deutscher als die Deutschen. Dokumentarische Studie über NS-Engagement und Widerstand rumäniendeutscher Politiker. Selbstverlag, Linz 1987.
- Media in morte. Atominferno Deutschland? Kantaten vor dem Abschied. Bläschke, St. Michael 1984.
- Völkerfreundschaft! Unerhörtes in Großeuropa. AGK, Ippesheim 1993.

### Lyrik
- Brunnen tief und klar. Lyrik. Südostdeutsches Kulturwerk, München 1956.
- Disteln rollen in das Meer. Gedichte. Europäischer Verlag, Wien 1957.
- Ewiger Zauber. Gedichte. Bläschke, St. Michael 1981.
- Glühwürmchen über Deutschland und Österreich : Gedichte, öfters auch heiter. R. G. Fischer, Frankfurt Main 1989.
- Steine für Mozart. Originelle Biographie. Gedichte. Edition L, Loßburg 1990.

### Romane
- Die Schwachen. Roman. Stocker, Graz/Stuttgart 1967.
- Schloss Cumberland. Roman. Südostdt. Kulturwerk, München 1958.
- Steh still, mein Christ, geh nicht vorbei. Roman. Bläschke, St. Michael 1980.
- Regina unsere Mutter. Blüte und Frucht eines deutschen Stammes. Romantrilogie. Kolonisten. Flüchtlinge. Weltbürger. J. G. Bläschke, St. Michael 1982.